# Martin Krigaren
Martin Krigaren är titeln på en roman skriven år 1993 av den brittiske författaren Brian Jacques. Martin Krigaren är den sjätte boken i serien Redwall, som handlar om antropomorfiska djur från klostret Redwall. I boken berättas vad som hände med klostrets skyddsande innan händelserna i Mossblomma, och klostets invånare som lyssnar till sagan är desamma som i Mariel, klockmakarens dotter och Josef, klockmakaren.

## Handling
Vintern har anlänt till klostret Redwall, och en musflicka vid namn Aubretia, tillsammans med sin följeslagare, en stor och stark igelkott, besöker klostret. Aubretia visar sig veta mycket om klostrets grundare, Martin Krigaren. Klosterinvånarna, som inte vet mycket om sin skyddsande, ber henne berätta Martins historia. Hon gör dem till viljes och hennes berättelse tar sin början. 
Från en halvfärdig borg kallad Marshank, belägen nära havet, leder lekatten Badrang, en tyrann och översittare, en hord illvilliga djur. Han driver skoningslöst en grupp slavar för att färdigställa sitt fort så att han ska kunna vara skyddad mot de fiender han skaffade sig i sitt forna liv som pirat. Med det praktfulla svärd han stulit från en av slavarna är han ett mäktigt djur som ingen i hans här vågar ifrågasätta. Svärdets riktiga ägare, en ung mus som bär namnet Martin, gör en dag uppror mot honom. För detta straffas han hårt och tvingas sitta fastbunden på murkrönet en stormig natt för att bli uppäten av havssulor den kommande morgonen.
Från murkrönet kommer den dödsdömde Martin, utan att Badrangs mannar märker det, i kontakt med två djur utanför borgen: musflickan Höstros, som föredrar att bli kallad Rose, och mullvaden Grumm. Med deras och de andra slavarnas hjälp lyckas de mota bort havsfåglarna som försöker äta upp Martin. Han kastas i stället i borgens fängelsehåla där han för första gången möter Roses bror Brom och ekorren Felldoh, en förslavad krigarsjäl precis som Martin själv. Med hjälp av tunnelgrävaren Grumm lyckas de ta sig ut från fängelset och de fem vännerna planerar att ge sig av mot Roses, Broms och Grumms hem Noonvale, där de ska be invånarna om hjälp att besegra Badrang och befria slavarna.
Under tiden anländer skeppet Havsbaggen med piratkaptenen Tramun Clogg och hans besättning till bukten där Marshank är beläget. Clogg hyser agg mot Badrang som en gång i tiden stulit hans slavar och lämnat honom skeppsbruten. Han och hans pirater öppnar eld mot Badrang som i sin tur bränner upp Cloggs skepp. Strandsatta belägrar Cloggs besättning fortet och vägrar ge vika. Martin och hans fyra vänner finner tillfälle att fly medan striderna rasar utanför borgen men tar av misstag en av Cloggs saboterade barkasser och väl ute på havet sjunker båten. Vännerna håller sig flytande med hjälp av båtens åror men separeras från varandra; Martin, Rose och Grumm, som delade på den ena åran, spolas upp på en bergig strand norr om Marshank medan Brom och Felldoh hamnar strax söder om fortet. Här träffar Brom och Felldoh Vildrosens Vandrande Teatersällskap, ett lättsamt gäng av skådespelare, som de slår följe med. De planerar en räddningsaktion för att befria slavarna.
Martin, Rose och Grumm försöker i stället ta sig till Noonvale och möter på vägen många nya vänner som hjälper dem att hitta vägen dit, bland annat igelkotten Pallum som slår följe med dem. Under resan utvecklar Rose och Martin starka känslor för varandra. Väl i Noonvale vädjar de till stammens ledare, Urran Voh, som även är Roses och Broms far, att bistå med djur som kan hjälpa dem att besegra Badrangs armé. Djuren i dalen är dock fredliga, och det är inte många av dem som är villiga att slåss. Modfällda måste de fyra vännerna återvända till Marshank med endast ett fåtal djur till sin hjälp. När de kommer tillbaka till fortet märker de till sin förtjusning att många av deras vänner från resan till Noonvale har kommit till deras undsättning och de har nu en hel armé av djur som hjälper dem att ta upp striden mot tyrannen.
Under tiden har Felldoh och Brom, tillsammans med Vindrosens Vandrande Teatersällskap, lurat Badrang och Clogg och lyckats befria slavarna, men de har hamnat i krig med Badrangs armé och Cloggs besättning. Flera av djuren har stupat i striderna mot tyrannens här, så som Felldoh och upprorsledaren Backtörne, men under ledning av Felldohs far Barkjon, upprorsledaren Keyla och två av medlemmarna i teatersällskapet, Ballaw och Järnek, strider de tappert. Det ser dock mörkt ut för dem innan Martin och hans vänner i sista sekund kommer till deras räddning. I slutstriden får Martin tillbaka det svärd som Badrang stal från honom. Badrang dödar Rose, och Martin dräper honom därefter, fylld av vrede och sorg. När kriget är över och Martin och hans vänner går segrande ur striden väljer Martin att ge sig av därifrån. Han är förblindad av sorg över Roses bortgång och står inte ut med att stanna kvar på den plats som bringat honom så mycket smärta. 
Aubretia avslutar sin berättelse om Martin Krigaren, och avslöjar att hon är en ättling till Brom och att hennes beskyddare Stortagg är en släkting till Pallum. Aubretia skänker klostret en blomma som blommar på hösten i stället för sommaren, och förklarar att den symboliserar Höstros.

## Karaktärer
Martin Krigaren
Martin Krigaren (Martin the Warrior) är bokens protagonist. Han är en modig och obeveklig ung mus som kämpar för allas bästa. Ser han att någon behandlas orätt tvekar han inte att ingripa. Martin förälskade sig i Rose redan första gången han såg henne.
Martin är uppväxt i grottorna långt väster om Marshank. Han har mestadels vuxit upp utan föräldrar, och uppfostrades av sin mormor Windred. Hans mor mördades av pirater när han var mycket ung och hans far, Lukas Krigaren (Luke the Warrior) seglade strax efter det iväg för att hämnas sin frus död. Efter sig lämnade han sitt svärd i Martins ägo.
När Martins far seglade iväg utnämndes en av Martins äldre vänner som ledare, och Martin hade svårt att ta order av honom. Han vandrade ofta iväg för sig själv, och blev under en av dessa promenader tillfångatagen av Badrang och hans soldater.
Badrang
Tyrannen Badrang är antagonisten i boken. Han är väldigt slug och anför en armé av illvilliga djur så som rävar, råttor, illrar och vesslor; dock inga andra lekatter, eftersom han anser att hans egen art är den listigaste. Badrang var tidigare pirat och slavhandlare som skaffade sig många fiender under sin tid på havet. Numera har han slagit sig ner på kusten och låter bygga ett fort kallat Marshank. Han och kapten Tramun Clogg är sedan länge fiender som önskar att se varandra döda, men när de talar med varandra faller han in i Cloggs piratjargong, och de låtsas vara vänner.
Badrang har stulit Martins svärd och fascineras av Martins orädda sätt, trots att han innerligt hatar honom.
Rose
Höstros "Rose" av Noonvale (Laterose "Rose" of Noonvale) är en vacker och ömsint musflicka. Hon är dotter till Urran Voh, Noonvales stamledare, och Aryah. Hon har en mycket stark röst och älskar att sjunga, vilket hon även är väldigt bra på; Grumm säger att han har sett henne locka ner fåglar ur träden när hon sjunger, och hon trollbinder även bifolket med sin vackra sångröst. Hon kan dessutom härma ljudet som en havsörn ger ifrån sig.
Rose träffar Martin av en tillfällighet när hon och hennes kära vän Grumm söker efter hennes lillebror Brom. Hon och Grumm räddar Martin från hungriga havsfåglar genom att dels slänga sten på dem, och dels genom att hon skrämmer bort dem med sitt örnskri. Hon och Martin utvecklar känslor för varandra när de färdas tillsammans. I slutet av boken mördas Rose av Badrang.
Grumm
Mullvaden Grumm är Roses bäste vän. Han är den främste tunnelgrävaren i Noonvale, och han befriar Martin, Felldoh och Brom från Marshanks fängelsehåla med hjälp av just den egenskapen. Han är dessutom mycket bra på att laga mat, och bär alltid med sig en soppslev. Grumm är, precis som de flesta mullvadar i Redwall-serien, livrädd för höjder.
Pallum
Pallum är en lättsam igelkott som Martin och hans vänner stöter på under sin resa och som ansluter sig till deras sällskap. När de möter honom är han fånge hos och arbetar som barnvakt för dvärgnäbbmössen, vilket han berättar att han varit så länge han kan minnas.
Brom
Brom (Brome) är Roses lillebror, som i bokens början bara är en liten och rädd muspojke, men som under bokens gång växer och blir mognare. Han ser väldigt mycket upp till Felldoh och vill bli en lika modig krigare som han, men känner efter Felldohs bortgång avsmak för krigarens väg och väljer att bli helare istället. I slutstriden mot Badrangs soldater gör han sitt bästa för att läka de allierades sår. I likhet med sin syster har han en väldigt stark röst, och sjunger också väldigt bra.
Felldoh
Felldoh är en av Badrangs slavar, och han och hans far, Barkjon, har varit det i många årstider. Han är en modig ekorrkrigare som känner stark samhörighet med Martin när de för första gången träffas. De hinner dock bara bekanta sig med varandra innan de separeras på havet och aldrig ses igen. Felldoh hatar Badrang mer än allt annat och har svurit på att döda honom, ett uppdrag som Martin i stället slutför. Felldoh dödas av Badrangs gäng under en duell.
Kapten Tramun Clogg
Kapten Tramun Clogg är en lekattpirat som för befälet på skeppet Havsbaggen. Hans päls är flätad överallt på hans kropp, och han bär ständigt ett par träskor, vilka har givit upphov till hans namn (clog är engelska för träsko). Han och Badrang jobbade med varandra under en tid innan de svek varandra, och har sedan dess varit fiender. Tramun Clogg anser sig ha blivit förd bakom ljuset av Badrang och söker upp honom för att få sin hämnd. Badrang överlistar honom, och mot slutet av boken blir Clogg galen.
Vildrosens Vandrande Teatersällskap
Vildrosens Vandrande Teatersällskap är en grupp skådespelare och skojare, bestående av haren Ballaw, grävlingen Järnek (Rowanoak), mullvaden Buckler, musflickorna Gauchy (Gauchee) och Kestern (Kastern) samt ekorrdamerna Celandine och Smörblomma (Trefoil). Dessa djur är till stor hjälp för de förslavade djuren i Marshank.